# Bienkoa fedtshenkoi
Bienkoa fedtshenkoi is een rechtvleugelig insect uit de familie Dericorythidae. De wetenschappelijke naam van deze soort is voor het eerst geldig gepubliceerd in 1900 door Zubovski.